# Ефимчук-Дьячук, Ульяна Васильевна
Ульяна Васильевна Ефимчук-Дьячук (1902-3.09.1977) — советский хозяйственный, государственный и политический деятель.

## Биография
Родилась в 1902 году в селе Стадники. Работала вместе с матерью батрачкой у помещицы Могильницкой (2). Распространяла революционную литературу среди селян.
После установления Советской власти на Западной Украине избрана депутатом Народных Сборов Западной Украины, член Полномочной комиссии для доклада правительству СССР о решении Народных Сборов Западной Украины, выступила с речью на внеочередной сессии Верховного Совета СССР. С октября 1939 работала председателем плановой комиссии Гощанского райисполкома. Член ВКП(б) с 1939 года.
В начале Великой Отечественной войны была эвакуирована, с июля 1941 по ноябрь 1943 работала зампредседателя райисполкома в г. Тимир Актюбинской обл. Казахстана, затем в Нежинском РИК (1).
Член Чрезвычайной комиссии по расследованию злодеяний немецко-фашистских захватчиков в Ровно и Ровенской области, после войны — на государственной работе. С февраля 1944 заместитель председателя исполнительного комитета Ровенского областного совета народных депутатов.
Затем завотделом соцобеспечения Ровенского облисполкома. В 1950 году слушатель Высшей партийной школы при ЦК КПУ. Избиралась депутатом Ровенского облсовета и депутатом Верховного Совета СССР 1-го, 2-го, 3-го, 4-го созывов.
Умерла в 1974 году.